# Голден-Веллі (Невада)
Голден-Веллі (англ. Golden Valley) — переписна місцевість (CDP) в США, в окрузі [[]] штату Невада. Населення — 1580 осіб (2020).

## Географія
Голден-Веллі розташований за координатами 39°37′4″ пн. ш. 119°49′23″ зх. д. / 39.61778° пн. ш. 119.82306° зх. д. (39.617751, -119.823123).  За даними Бюро перепису населення США в 2010 році переписна місцевість мала площу 9,36 км², уся площа — суходіл.

## Демографія
Згідно з переписом 2010 року, у переписній місцевості мешкало 1556 осіб у 595 домогосподарствах у складі 456 родин. Густота населення становила 166 осіб/км².  Було 619 помешкань (66/км²). 
Расовий склад населення:
| - 90,3 % — білих - 1,8 % — корінних американців - 1,6 % — азіатів - 1,0 % — чорних або афроамериканців - 0,6 % — вихідців з тихоокеанських островів - 2,6 % — осіб інших рас |

До двох чи більше рас належало 2,1 %. Іспаномовні складали 8,2 % від усіх жителів.
За віковим діапазоном населення розподілялося таким чином: 17,5 % — особи молодші 18 років, 62,6 % — особи у віці 18—64 років, 19,9 % — особи у віці 65 років та старші. Медіана віку мешканця становила 50,2 року. На 100 осіб жіночої статі у переписній місцевості припадало 105,5 чоловіків;  на 100 жінок у віці від 18 років та старших — 101,3 чоловіків також старших 18 років.
Середній дохід на одне домашнє господарство  становив 95 306 доларів США (медіана — 84 188), а середній дохід на одну сім'ю — 90 100 доларів (медіана — 86 136). Медіана доходів становила 65 190 доларів для чоловіків та 33 182 долари для жінок. За межею бідності перебувало 5,6 % осіб, у тому числі 0,0 % дітей у віці до 18 років та 0,0 % осіб у віці 65 років та старших.
Цивільне працевлаштоване населення становило 890 осіб. Основні галузі зайнятості: освіта, охорона здоров'я та соціальна допомога — 21,3 %, науковці, спеціалісти, менеджери — 12,6 %, будівництво — 10,7 %.